# Henry Shute
Henry Augustus Shute (* 17. November 1856 in Exeter (New Hampshire); † 25. Januar 1943 ebenda) war ein US-amerikanischer Rechtsanwalt, Richter, Landwirt und Jugendbuchautor.

## Leben
Henry Augustus Shute, der Sohn von George Smith Shute (1827–1912) und dessen Gattin Joanna Shute, geborene Simpkins (1825–1895), hatte acht Geschwister. Henry Shute absolvierte 1875 die Phillips Exeter Academy und 1879 die Harvard University. Den Rest seines Lebens wirkte er in seinem Geburtsort als Rechtsanwalt und  Richter am Amtsgericht. Nebenbei verfasste Shute etliche lustige Jugendbücher, die ihm den Beinamen Mark Twain von Neuengland einbrachten. Bereits sein Frühwerk, das Buch The real diary of a real boy (1902), hatte ihn in den Vereinigten Staaten als Humoristen bekanntgemacht. Schon in den 1890er Jahren hatte er kleine Schreibversuche gestartet. Diese wöchentliche Veröffentlichung von Kurzgeschichten im Exeter News-Letter setzte Shute 1925 bis 1928 in der Saturday Evening Post und auch in Boys' Life, dem monatlich erscheinenden Magazin der Boy Scouts of America, fort.
Henry Shute heiratete 1885 Amelia F. Weeks (1861–1895). Das Paar bekam zwei Kinder. Der Sohn Richard wurde ebenfalls Anwalt und praktizierte gemeinsam mit dem Vater in einer Kanzlei in Exeter. Henry Shute heiratete nach dem Tod seiner Frau Ella R. Kent (1860–1941).
Die letzte Ruhe fand Henry Shute auf dem Friedhof in Exeter.

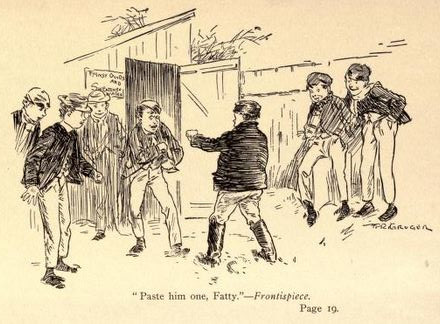
Frederic Rodrigo Gruger: Frontispiz zu Real boys. New York 1905

## Werke (Auswahl)

### Jugendbücher
- The real diary of a real boy. Boston 1902
- Sequil. Boston 1904
- Real boys. New York 1905
- Letters to Beany. Boston 1905
- A few neighbors. New York 1906
- The country band. Boston 1909
- Plupy, the real boy. Toronto 1910
- The misadventures of three good boys. Boston 1914
- The youth Plupy. Boston 1917
- Brite and fair. New York 1920
- Plupy and old J. Albert. Philadelphia 1924

### Bücher zur Landwirtschaft
- Farming it. New York 1909
- The real diary of the worst farmer. Boston 1920

### Autobiographisches zum Beruf des Richters
- A country lawyer. Toronto 1911

## Prosastil
Amerikanischer Realismus: Anfangs orientiert sich Shute an Thomas Bailey Aldrich und  Mark Twain.
Lokalkolorit: Alle Texte über „böse Jungs“, die Shute über 25 Jahre hinweg in Zeitschriften und Büchern publiziert, sind in seiner Heimatstadt Exeter angesiedelt. In seinen Jugendbüchern favorisiert Shute den an der gesprochenen Umgangssprache angelehnten Prosastil und geht gegebenenfalls noch einen Schritt weiter: Sein jugendlicher Ich-Erzähler darf Schreib- und Stilfehler in das Textgemenge einstreuen.